# Pallippuram (Thiruvananthapuram)
Pallippuram es una ciudad censal situada en el distrito de Thiruvananthapuram en el estado de Kerala (India). Su población es de 22512 habitantes (2011). Se encuentra a 17 km de Thiruvananthapuram y a 51 km de Kollam.

## Demografía
Según el censo de 2011 la población de Pallippuram era de 22512 habitantes, de los cuales 11573 eran hombres y 10939 eran mujeres. Pallippuram tiene una tasa media de alfabetización del 93,29%, inferior a la media estatal del 94%: la alfabetización masculina es del 96,17%, y la alfabetización femenina del 90,24%.